# Wilhelm Hofmeister
Wilhelm Friedrich Benedikt Hofmeister est un botaniste saxon, né le 18 mai 1824 à Leipzig et mort le 12 janvier 1877 à Lindenau, dans cette même ville.

## Biographie
Hofmeister est le fils d’un commerçant et éditeur de livres de musiques. Il quitte l’école à 15 ans pour devenir apprenti dans une librairie de Hambourg. Il consacre son temps libre (souvent le matin, de quatre à six heures, avant d’aller travailler) à la botanique. En 1851, il fait paraître à 27 ans une monographie sur l’alternance des générations chez les végétaux, montrant l'existence de deux périodes, l'une sexuée (gamétophyte) et l'autre asexuée (sporophyte), au cours du cycle de développement. Ce n’est qu’en 1863, sans avoir gravi les échelons académiques traditionnels, qu’il obtient une chaire à l’université de Heidelberg. En 1872, il part à Tüngen où il remplace Hugo von Mohl.
Il travaille d’abord sur la distribution des conifères dans l’Himalaya mais il s’intéresse bientôt à la reproduction des végétaux et l’embryogenèse des phanérogames. Il réfute la théorie de Matthias Jakob Schleiden selon laquelle l’embryon se développait dans le tube pollinique. Hofmeister démontre que le tube pollinique ne produit pas lui-même l’embryon mais qu’il stimule l’ovule présent dans l’ovaire.
Après ce travail, il s’intéresse à l’embryologie des bryophytes et de des ptéridophytes. Il examine la germination et la fécondation chez Pilularia, Salvinia et Selaginella.

## Liste partielle des publications
- Untersuchungen des Vorganges bei der Befruchtung der Oenothereen. Botanische Zeitung 5: 785-792. 1847.
- Die Entstehung des Embryos der Phanerogamen. Eine Reihe mikroskopischer Untersuchungen. Verlag F. Hofmeister, Leipzig 1849.
- Vergleichende Untersuchungen der Keimung, Entfaltung und Fruchtbildung höherer Kryptogamen (Moose, Farne, Equisetaceen, Rhizokarpeen und Lykopodiaceen) und der Samenbildung der Coniferen. 179 p., 1851 (Reprint: Historiae Naturalis Classica 105. Cramer, Vaduz 1979).
- Neue Beiträge zur Kenntniss der Embryobildung der Phanerogamen. 1. Dikotyledonen mit ursprünglich einzelligem, nur durch Zellentheilung wachsendem Endosperm. S. Hirzel, Leipzig, p. 536–672. 1859.
- Neue Beiträge zur Kenntniss der Embryobildung der Phanerogamen. 2. Monokotyledonen. S. Hirzel, Leipzig, p. 632–760. 1861.
- Die Lehre von der Pflanzenzelle. In: W. Hofmeister (ed.): Handbuch der Physiologischen Botanik I-1. 664 p. W. Engelmann, Leipzig. 1867.
- Allgemeine Morphologie der Gewächse. In: W. Hofmeister (ed.): Handbuch der Physiologischen Botanik I-2. W. Engelmann, Leipzig. 1868.